# Гюккельгофен
Гюккельгофен (нім. Hückelhoven) — місто в Німеччині, знаходиться в землі Північний Рейн-Вестфалія. Підпорядковується адміністративному округу Кельн. Входить до складу району Гайнсберг.
Площа — 61,27 км2. Населення становить 40 425 ос. (станом на 31 грудня 2020).